# Campeonato Pernambucano de Futebol Feminino de 2016
O Campeonato Pernambucano de Futebol Feminino de 2016, foi a 14.ª edição da principal competição do futebol feminino pernambucano. Teve como campeã, a equipe feminina do Vitória das Tabocas que faturou de forma invicta pela segunda vez, seu sétimo título na competição e se isolando ainda mais, como o clube com mais título estadual da categoria.
O título foi decidido entre as equipes do Vitória das Tabocas e do Joias Raras Futebol Feminino. A esquipes decidiram o título em dois jogos de ida e volta, que foram realizado em campo neutro, no estádio Paulo Petribú no município de Carpina, Zona da Mata Norte pernambucana. Favorito desde o início e liderado pela treinadora chilena Macarena Celedon, o tricolor das tabocas foi campeão invicto e com 100% de aproveitamento. Na disputa do terceiro lugar, Náutico e Santa Cruz mediram forças e alvirrubras bateram as tricolores por 3x1, após um empate em 1x1 na primeira partida. Vitória, Náutico e Santa Cruz, garantiram vaga na disputa da Copa do Brasil de Futebol Feminino de 2016, realizada no período de 24 de agosto e 26 de outubro. Apesar de ter tido direito de disputar competições oficiais e também poder disputar competições de âmbito nacional organizado pela Confederação Brasileira de Futebol, o Joias Raras, perde o direito por ser um clube de estatuto semiprofissional (informal).

## Regulamento
A edição 2016 do estadual feminino, foi disputado por 05 clubes/associações divididos em dois grupos com jogos somente de ida e com confrontos no mesmo grupo, conforme o Regulamento Especifico da competição — (REC).
Ao fim da fase classificatória, as quatro melhores equipes se classificaram para as semifinais, que foram disputadas em dois jogos até a final, mesmo formato para a disputa do terceiro lugar.

### Critérios de desempate
Em caso de empate por pontos entre dois ou mais clubes, os critérios de desempate seriam aplicados na seguinte ordem:
1. Número de vitórias;
2. Saldo de gols;
3. Gols pró;
4. Confronto direto;
5. Menor número de cartões vermelhos;
6. Menor número de cartões amarelos;
7. Sorteio.

Com relação ao quarto critério (confronto direto), considera-se o resultado dos jogos somados, ou seja, o resultado de 180 minutos. Permanecendo o empate, o desempate se daria pelo maior número de gols marcados no campo do adversário. O quarto critério não seria considerado no caso de empate entre mais de dois clubes.

## Participantes
| Equipe                     | Cidade                 | Em 2015       | Estádio (mando)         | Capacidade    | Títulos        |
| -------------------------- | ---------------------- | ------------- | ----------------------- | ------------- | -------------- |
| Barreirense                | Camaragibe             | 7°            | Municipal de Camaragibe | 3 500         | 0 (não possui) |
| Codif                      | Camaragibe             | 5°            | Municipal de Camaragibe | 3 500         | 0 (não possui) |
| Íbis                       | Paulista               | ND            | Ademir Cunha            | 12 000        | 0 (não possui) |
| Ipojuca                    | Ipojuca                | ND            | Nossa Senhora do Ó      | 5 000         | 0 (não possui) |
| Joias Raras                | Não informado          | Não informado | Não informado           | Não informado | 0 (não possui) |
| Náutico                    | Recife                 | 2° lugar      | Estádio dos Aflitos     | 22 856        | 2 (em 2006)    |
| Revelação                  | Não informado          | 3°            | Municipal de Camaragibe | 3 500         | 0 (não possui) |
| Santa Cruz                 | Recife                 | ND            | Estádio do Arruda       | 60 044        | 0 (não possui) |
| Seleção Recife Bom de Bola | Recife                 | ND            | Arena de Pernambuco     | 44 300        | 0 (não possui) |
| Vitória das Tabocas        | Vitória de Santo Antão | 1° lugar      | Carneirão               | 10 911        | 6 (em 2015)    |

## Fase final
Em itálico, as equipes que possuem o mando de campo no primeiro jogo do confronto e em negrito as equipes classificadas.
|  | Semifinais 24 de abril à 30 de abril | Semifinais 24 de abril à 30 de abril | Semifinais 24 de abril à 30 de abril | Semifinais 24 de abril à 30 de abril |   |                     | Final 8 de maio à 15 de maio | Final 8 de maio à 15 de maio | Final 8 de maio à 15 de maio | Final 8 de maio à 15 de maio |
|  |                                      |                                      |                                      |                                      |   |                     |                              |                              |                              |                              |
|  | Náutico                              | 1                                    | 0                                    | 1                                    |   |                     |                              |                              |                              |                              |
|  | Vitória das Tabocas                  | 4                                    | 2                                    | 6                                    |   |                     |                              |                              |                              |                              |
|  | Vitória das Tabocas                  | 4                                    | 2                                    | 6                                    |   | Vitória das Tabocas | 4                            | 6                            | 10                           |                              |
|  |                                      |                                      |                                      |                                      |   | Vitória das Tabocas | 4                            | 6                            | 10                           |                              |
|  |                                      | Joias Raras                          | 1                                    | 0                                    | 1 |                     |                              |                              |                              |                              |
|  | Joias Raras                          | Joias Raras                          | 1                                    | 0                                    | 1 |                     |                              |                              |                              |                              |
|  |                                      |                                      |                                      |                                      |   |                     |                              |                              |                              |                              |
|  | Santa Cruz                           |                                      |                                      |                                      |   |                     |                              |                              |                              |                              |

|  | Disputa do 3º lugar |   |   |   |
|  |                     |   |   |   |
|  | Santa Cruz          | 1 | 1 | 2 |
|  | Náutico             | 1 | 3 | 4 |

As semifinais do Pernambucano Feminino de 2016, foram realizadas entre os dias 24 e 30 de abril.

## Premiação
| Campeonato Pernambucano Feminino de 2016 |
| ---------------------------------------- |
| Vitória das Tabocas Campeão (6° título)  |